# Sestra Emmanuelle
Sestra Emmanuelle (rozená Madeleine Cinquin, 16. listopadu 1908 Brusel, Belgie - 20. října 2008 Callian, Francie) byla belgicko-francouzská řeholnice z Kongregace sester Notre Dame de Sion, která desetiletí působila v chudinských čtvrtích Káhiry, kde se starala především o sirotky a opuštěné děti. Na sklonku života žila ve Francii a vedla kampaň na podporu bezdomovců.
Její vysoce oceňovaná humanitární práce jí vynesla srovnávání s Matkou Terezou, dlouhodobě patřila mezi deset nejoblíbenějších osobností Belgie a Francie a byla nositelkou nejvyšších státních vyznamenání těchto států.

## Život
Narodila se v Bruselu francouzskému otci a belgické matce. Vystudovala filosofii na Sorboně a v roce 1929 vstoupila do Kongregace sester Notre Dame de Sion.
Nejprve přednášela literaturu a filosofii převážně na řádových školách v Istanbulu, Tunisu, Káhiře a Alexandrii, později se přeorientovala na péči o chudé a sirotky, od roku 1971 působila v chudinských čtvrtích Káhiry a pomohla v Egyptě vybodovat síť škol, školek a nemocnic pro nejchudší děti.
Od roku 1993 žila opět ve Francii. Napsala o své práci několik knih a i přes vysoký věk vedla aktivní život a vystupovala na veřejnosti, mimo jiné vedla kampaň za práva chudých lidí a bezdomovců. Dlouhodobě patřila mezi deset nejoblíbenějších postav Francie a Belgie, často ji srovnávali s Matkou Terezou. Vyjadřovala se k celé řadě společenských a církevních otázek, mimo jiné razila názor, že by měl být zrušen povinný celibát římskokatolických kněží.
Zemřela ve spánku v domově důchodců v obci Callian necelý měsíc před svými stými narozeninami. Zprávu o její smrti otiskly na prvních stranách všechny francouzské a belgické deníky.

## Ocenění
Dlouhodobě patřila mezi deset nejoblíbenějších osobností Belgie a Francie, Byla komandérkou (od 2005) a později velkodůstojnící (od 2008) Řádu čestné legie a velkodůstojnicí belgického Řádu Koruny.
| „                  | Vždy budu vzpomínat na radost z práce po jejím boku a životní sílu, kterou na mě přenesla. | “ |
| — Bernard Kouchner |                                                                                            |   |

| „                  | Víra sestry Emmanuelly mohla hory přenášet. | “ |
| — Bernard Kouchner |                                             |   |

| „                 | Tato neuvěřitelná žena se dělila o každodenní chudobu a utrpení, aby dodala těm nejchudším sílu a naději. Dotkla se našich srdcí, milovala celý svět a my milujeme ji. Už teď nám chybí. | “ |
| — Nicolas Sarkozy | |   |